# 연씨 (백제)
연씨(燕氏)는 백제의 성씨이자 백제의 유력 가문인 대성팔족 중 하나이다. 연비씨(燕比氏)씨와 같을 성씨일 가능성이 높다.
이들은 주로 백제 내에서 고위직을 얻었으며 정치, 군사적으로 큰 영향력을 행사했다.
백제 말기인 의자왕 때는 왕족 중심의로 국정을 운영하자 이들은 중앙귀족으로서의 지위를 상실하고 결국 지방세력으로 전락하게 되었다.

## 상세
금강유역권을 기반으로 하여 웅진 천도 이후 두각을 나타낸 사씨, 백씨 세력과 함께 마한계로 보는 견해가 있다.
제지기반은 해구와 연신이 반란을 일으킨 대두성 또는 대두성 근방의 탕정성으로 추정하기도 한다. 또는 아산시 읍내동에 있는 읍내동산성으로 보는 견해, 사비 지역으로 추정하는 견해, 연기 지역으로 비정하는 견해가 있다.
백제의 목지국 병탄 과정에서 목지국의 주체세력이 아니었던 연씨세력은 백제에 의한 재지기반의 해체를 피해 계속 성장할 수 있었다. 이후 백제의 웅진 천도 후 해씨와 연합하며 군사적 기반을 통해 고구려의 남하 저지 역할을 하는 등 신진세력으로 백제 중앙 정계로 진출하였고 이를 발판삼아 사비기에 이르러 백제 대성팔족으로 자리매김 하였다는 견해가 있다. 연씨세력은 웅진, 사비기 내내 대고구려전을 이끌며, 군사 업무를 수행하였는데 백제 중앙 정계로부터 신임을 받아 백제의 북진정책 임무를 수행함과 동시에 자신들의 재지기반을 지키려는 목적도 있었을 것으로 추정된다.

## 같이 보기
- 대성팔족
- 백제의 종족구성
- 목지국
- 진씨 (백제)
- 해씨 (백제)
- 목씨 (백제)
- 백제

### 내용부
1. ↑  예로부터 지명이 종종 성씨로 사용된 예가 있었는데, 읍내동산성이 위치한 산 이름이 연산(燕山)으로 연(燕)씨와 한자가 동일하다.

### 참조부
1. ↑  Nihon Shoki
2. ↑  Samguk Sagi
3. ↑  Kim, Young kwan (2015). 《Changes of Central Nobles and Kingship in the Late Baekje Kingdom》.
4. ↑  노중국, 《百濟의 姓氏와 貴族家門의 出自》, 대구사학 89, 2007.; 강종원, 《백제 국가권력의 확산과 지방》, 2012.
5. ↑  대두산성의 위치에 대해서는 ① 충남 공주나 서천설 및 연기설(천관우, 1976, 130쪽 및 132쪽; 노중국, 1978, 102쪽; 안병섭, 2017, 156쪽), ② 충남 아산시 음봉면 수한산성설(이기백, 1978, 12쪽), ③ 충남 아산시 영인산성설(유원재, 1992 ; 유원재, 2016, 7쪽) 등이 있는데 이곳을 천도 후 해씨세력의 근거지로 보고 있다(이기백, 1978, 12~13쪽).
6. ↑  이기백, 1978, 16~17쪽 , 1982, 36~41쪽; 유원재, 1993, 59~65쪽, 2016, 11~12쪽; 강유나, 2023, 186쪽.
7. ↑  《삼국사기》 권 제36, 잡지 제5 탕정군 : 湯井郡은 본래 백제의 군이었다. 文武王 11년·唐 咸亨 2년(671)에 州를 설치하고 摠管을 두었다. 咸亨 12년에 州를 폐하고 郡으로 삼았으며, 景德王은 그대로 따랐다. 지금(고려)은 溫水郡이다. 현 아산시 온양 일대로 비정된다.
8. ↑  이기백, 1982, 39～41쪽 ; 유원재, 1992, 72~80쪽.
9. ↑  이종욱, 《백제의 좌평》, 진단학회, 1978, 43쪽.
10. ↑  안병섭, 《신라 지명 ‘연기(燕岐)’의 명명 연원에 관한 고찰》, 고려대학교세종캠퍼스 한국학연구소, 2017. : 신라 경덕왕대 이루어진 지명 개칭 과정에서 백제인들을 회유하기위해 연기 지역에 근거지를 둔 연(燕)씨 세력의 성씨를 개칭 지명인 연기(燕岐)의 전부 요소에 반영한 것으로 판단하였다.
11. ↑  李基白, 《百濟의 佐平, 眞檀學報》, 1978; 강유나, 《백제 연씨 세력의 재지기반과 그 활동》, 한국고대사학회, 2023.